# 닌교초역
닌교초역(일본어: 人形町駅, にんぎょうちょうえき)은 일본 도쿄도 주오구에 위치한 철도역이다.

## 역 구조

### 히비야선
상대식 승강장 2면 2선의 지하역.

#### 승강장
| 1 | 히비야선 | 긴자・롯폰기・나카메구로 방면                                |
| 2 | 히비야선 | 우에노・기타센주・기타코시가야・가스카베・도부 동물공원 방면 |

### 아사쿠사선
섬식 승강장 1면 2선의 지하역.

#### 승강장
| 3 | 도영 아사쿠사선 | 니혼바시・센가쿠지・니시마고메・하네다 공항・미사키구치 방면 |
| 4 | 도영 아사쿠사선 | 오시아게·나리타 공항·인바 니혼 의대·시바야마치요다 방면      |

## 역세권 정보
- 한조몬선 스이텐구마에역(환승역이 아니었으나, 2018년 3월 17일부터 간접 환승역으로 지정되었음)
- 일간 공업 신문 본사

## 역사
- 1962년
  - 5월 31일: 히비야선의 철도역이 영업 개시.
  - 9월 30일: 아사쿠사선의 철도역이 영업 개시, 환승역이 됨.
- 2020년 6월 6일: 히비야선에 도라노몬 힐스역이 영업을 개시함에 따라 히비야선의 역 번호를 H 13에서 H 14으로 변경.

## 사진

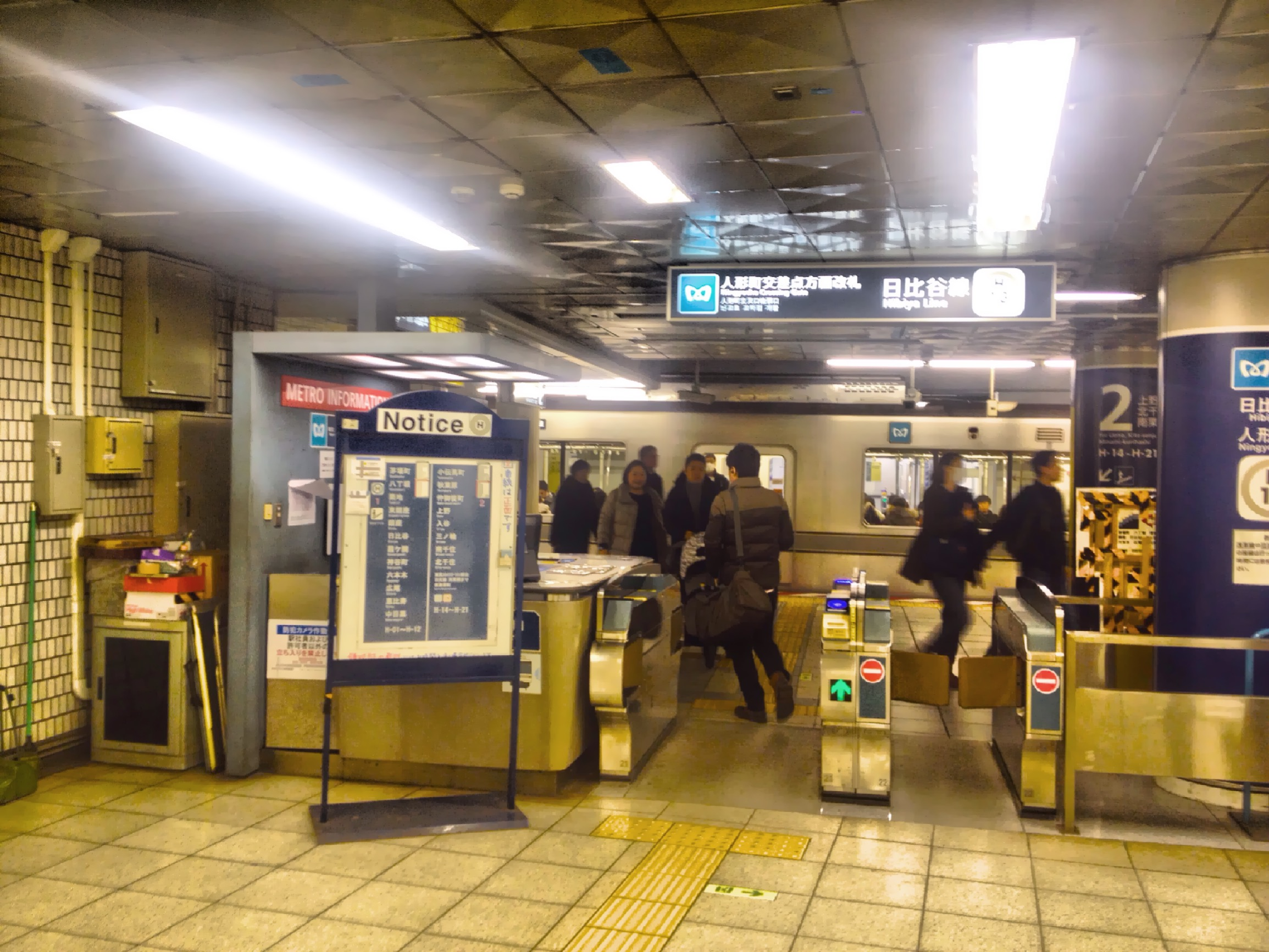
히비야선 개찰(2018년 1월 27일)
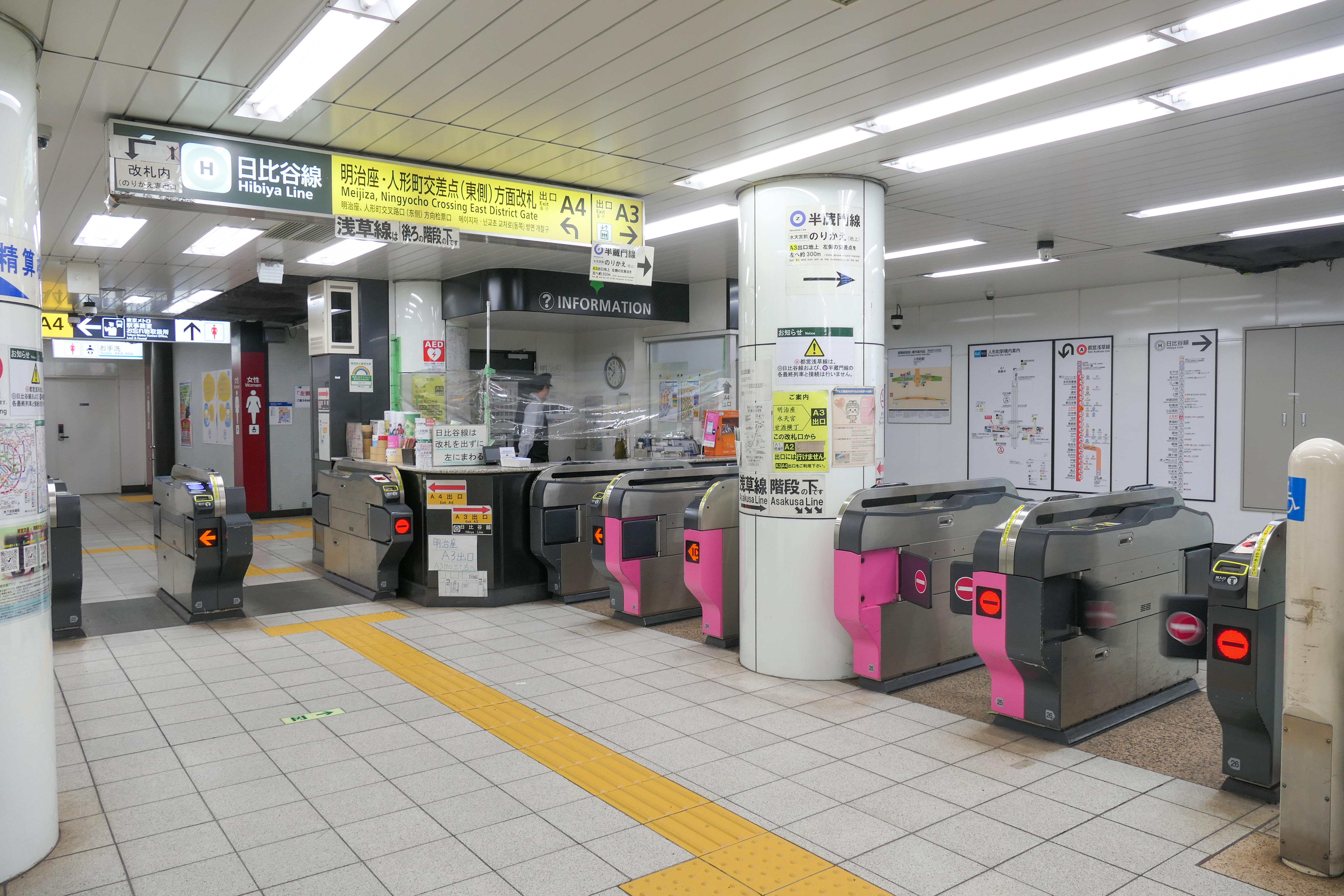
아사쿠사선 개찰(2022년 12월 16일)

## 인접역
| 도쿄 메트로 2호선             | 도쿄 메트로 2호선 | 도쿄 메트로 2호선                |
| ----------------------------- | ----------------- | -------------------------------- |
| H 13 가야바초 나카메구로 방면 | 히비야선          | 고덴마초 H 15 기타센주 방면      |
| 도쿄 도 교통국 지하철 1호선   |                   |                                  |
| A13 니혼바시 니시마고메 방면  | 아사쿠사선        | A15 히가시니혼바시 오시아게 방면 |